# Geconfedereerde Staten van Amerika
De Geconfedereerde Staten van Amerika (Engels: Confederate States of America, CSA), vaak kortweg de Confederatie (Engels: Confederacy) genoemd, waren een bondsstaat (ook al was het volgens de naam een statenbond) bestaande uit zuidelijke staten die zich van de Verenigde Staten van Amerika hadden afgescheiden. De Confederatie bestond van 1861 tot 1865. De afscheiding leidde tot de Amerikaanse Burgeroorlog, die door de Confederatie werd verloren, waarna de zuidelijke staten onder politieke curatele kwamen te staan door middel van de Reconstructie.

## Deelstaten
De volgende staten, die bekend werden als de Confederates, scheidden zich af. Hierbij moet worden opgemerkt dat de intern verdeelde staten Missouri en Kentucky twee gescheiden overheden hadden; een van de Union (unie) en een van de Confederatie en hiermee van beide statenbonden lid waren. Ook het westen van Virginia scheurde zich als West Virginia van Virginia af.
- South Carolina (20 december 1860)
- Mississippi (9 januari 1861)
- Florida (10 januari 1861)
- Alabama (11 januari 1861)
- Georgia (19 januari 1861)
- Louisiana (26 januari 1861)
- Texas (1 februari 1861)
- Virginia (17 april 1861)
- Arkansas (6 mei 1861)
- Tennessee (7 mei 1861)
- North Carolina (21 mei 1861)

## Achtergrond
Op 6 november 1860 werd Abraham Lincoln, vooral dankzij het dichtbevolkte noorden, tot president gekozen namens de Republikeinse partij. Hij zou pas vanaf 4 maart 1861 in functie komen en vanaf november 1860 was de zittend president James Buchanan dus relatief machteloos. Het zuiden kon zo zijn gang gaan in de afscheiding en de confederatie werd officieel gesticht op 4 februari 1861. Een dag later werd Jefferson Davis benoemd tot de eerste president van de Geconfedereerde Staten van Amerika of CSA.
De ervaren bedreiging van het recht om slaven te houden was de belangrijkste reden voor de afscheiding, volgens de verklaringen van de afgescheiden staten. Later meenden sommigen dat er ook belangrijke politieke en economische motieven speelden en dat deze zelfs belangrijker waren, zo wilde men verdere delen van Mexico en Cuba inpalmen, maar moderne historici verwijzen deze theorie naar de prullenmand.
Na de secessie liepen de spanningen verder op. Dit leidde na de aanval van troepen van de CSA op Fort Sumter tot de Amerikaanse Burgeroorlog.

## Betrekkingen
Hoewel er met Europese staten (Frankrijk, Engeland) onderhandelingen gevoerd werden, werd de Confederatie slechts door één land – de facto – erkend: het Duitse hertogdom Saksen-Coburg en Gotha. Reeds door een aantal Europese staten benoemde consuls – met name die van het Verenigd Koninkrijk – werden niet teruggetrokken na de afscheiding van de zuidelijke staten. De hertog van Saksen-Coburg en Gotha benoemde echter een consul in een zuidelijke staat na de afscheiding en men kan dit dus opvatten als een diplomatieke erkenning.

## Hoofdstad
De voorlopige hoofdstad van de Confederatie was van 4 februari 1861 tot 29 mei 1861 Montgomery in Alabama. Men wilde uiteindelijk, net als in de Verenigde Staten, een (con)federaal district creëren dat niet bij enige staat zou horen en waarbinnen de hoofdstad zou liggen. Dit zou een vierkant van 10 bij 10 mijl moeten zijn. Atlanta in Fulton County in Georgia en Opelika in Lee County in Alabama waren de oorspronkelijke kandidaten, maar uiteindelijk werd Richmond in Virginia de hoofdstad. Ook dit was als een tijdelijke oplossing bedoeld. Hoewel de stad kwetsbaar dicht bij de Unie was gelegen, koos men de stad juist om deze reden om een vastberaden en krachtige indruk te wekken, en om andere grensstaten aan te moedigen eveneens toe te treden tot de Confederatie. Bovendien had Virginia van alle staten de beste infrastructuur en numeriek de grootste blanke bevolking.
Kort voor het einde van de Confederatie waren er plannen om de regering verder naar het zuiden te verplaatsen. Door de overgave van Robert E. Lee, de militaire opperbevelhebber van de Confederatie en de zoon van een held van de onafhankelijkheidsstrijd, is het hier echter nooit van gekomen.

## Regering en politiek

### Grondwet
De grondwet van de Geconfedereerde Staten van Amerika, aangenomen op 11 maart 1861, leek sterk op die van de Verenigde Staten van Amerika. Er waren echter enkele belangrijke verschillen. Anders dan de grondwet van de VS was slavernij bijvoorbeeld grondwettelijk verankerd. Wel handhaafden de CSA het verbod op wereldwijde handel in slaven. Volgens de CSA was slavernij een van de motoren van de economie; anders dan in de grondwet van de VS was de autonomie van de staten nauw omschreven (States' rights) in de grondwet van de CSA; De grondwet van de CSA kende net als die van de VS ook een economische clausule. De grondwet van de CSA verbood echter – anders dan de grondwet van de VS – importheffingen. In de grondwet van de CSA staat expliciet dat de staten een federale regering vormen, maar dat de soevereiniteit van de deelstaten niet geschonden wordt.
Bij de opstelling van de grondwet werden vele radicale voorstellen gedaan. Zo zouden bijvoorbeeld alleen slavenstaten lid mogen worden van de Confederatie. Deze voorstellen haalden de definitieve versie echter niet. De mogelijkheid voor lidstaten tot afscheiding van de Confederatie werd niet genoemd in de grondwet. De zuidelijken vonden dat dit het recht van iedere staat was en wanneer dit recht in de nieuwe grondwet vermeld zou worden, zou hun eerdere afscheiding van de Verenigde Staten (de Unie) als zwak ervaren worden.

### Uitvoerende macht
Net als de Verenigde Staten van Amerika kenden de Geconfedereerde Staten van Amerika een scheiding der machten. Aan het hoofd van de regering van de Geconfedereerde Staten stond een voor zes jaar gekozen president (herverkiezing was mogelijk). Net als in de Verenigde Staten was de president van de CSA naast staatshoofd ook regeringsleider. De enige president die de CSA kenden was Jefferson Davis uit de staat Mississippi; de Confederatie werd in de burgeroorlog verslagen voordat hij zijn termijn kon beëindigen. Zijn plaatsvervanger was vicepresident Alexander Stephens uit de staat Georgia.
Een machtsmiddel van de geconfedereerde president was de mogelijkheid om een wet met een veto af te wijzen. Het congres kon echter met een tweederdemeerderheid het veto naast zich neer leggen, net zoals het congres van de Verenigde Staten.
Het kabinet bestond - naast de president en vicepresident - uit zes ministers. De ministersposten waren gelijk aan die van de VS, alleen kenden de CSA geen minister van Binnenlandse Zaken. Dit was niet verwonderlijk, aangezien dit de rol van de centrale overheid te veel zou beïnvloeden.
Alle ministers waren partijloos, maar behoorden tot aan de afscheiding tot de Democratische Partij (Democratic Party).

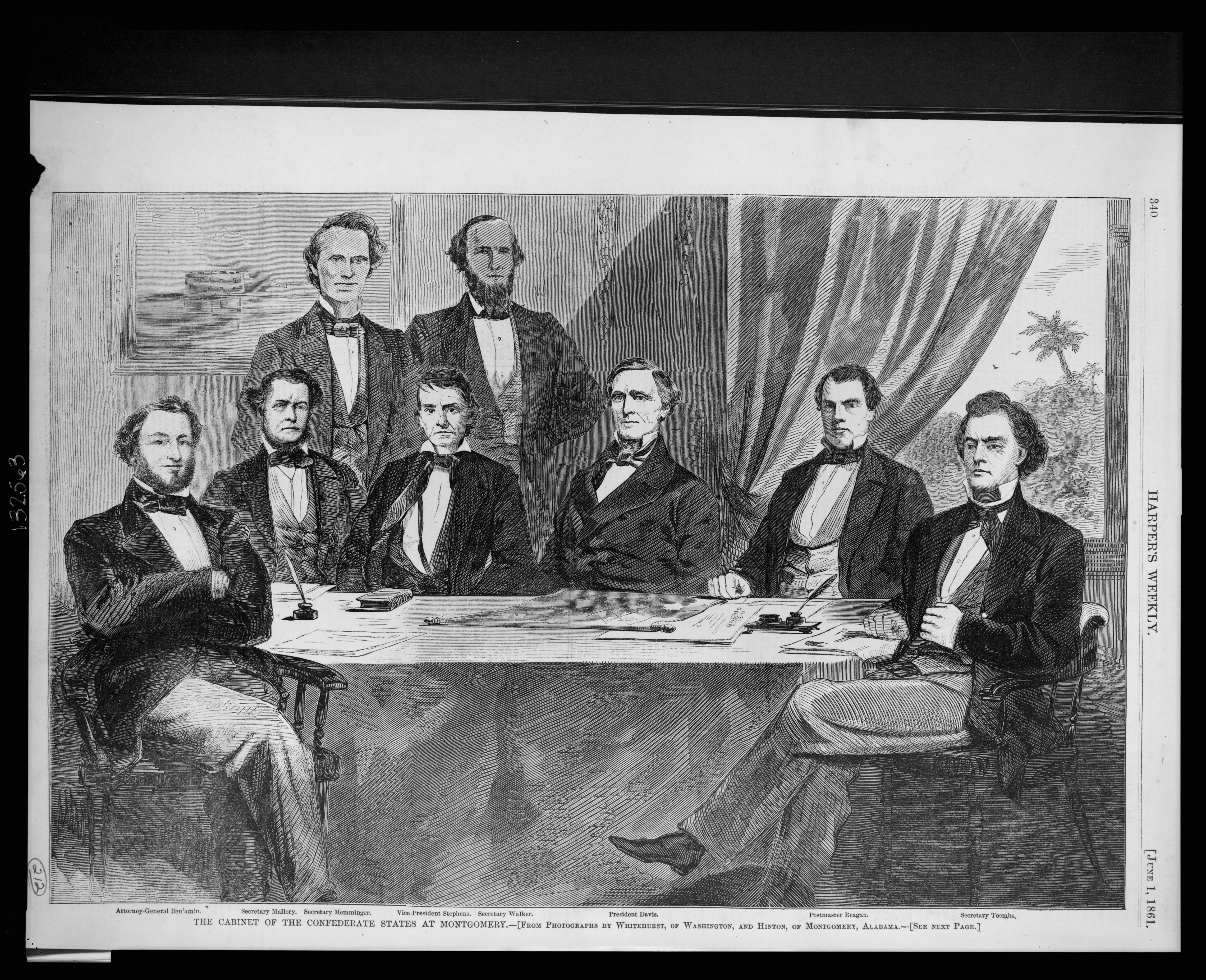
Het oorspronkelijke kabinet van de CSA. V.l.n.r.: Judah Benjamin, Stephen Mallory, Christopher Memminger, Alexander Stephens, LeRoy Pope Walker, Jefferson Davis, John H. Reagan en Robert Toombs.

| Afbeelding                                         | persoon               | staat          | periode     |
| -------------------------------------------------- | --------------------- | -------------- | ----------- |
| President                                          |                       |                |             |
| Jefferson Davis                                    | Jefferson Davis       | Kentucky       | 1861 - 1865 |
| Vicepresident Vice-President                       |                       |                |             |
| Alexander Stephens                                 | Alexander Stephens    | Georgia        | 1861 - 1865 |
| Minister van Buitenlandse Zaken Secretary of State |                       |                |             |
| Robert Toombs                                      | Robert Toombs         | Georgia        | 1861        |
| Robert Mercer Taliaferro Hunter                    | Robert M.T. Hunter    | Virginia       | 1861 - 1862 |
| Judah Philip Benjamin                              | Judah P. Benjamin     | Louisiana      | 1862 - 1865 |
| Minister van Financiën Secretary of the Treasury   |                       |                |             |
| Christopher Gustavus Memminger                     | Christopher Memminger | South Carolina | 1861 - 1864 |
| George Alfred Trenholm                             | George Trenholm       | South Carolina | 1864 - 1865 |
| John Henninger Reagan                              | John Henninger Reagan | Texas          | 1865        |
| Minister van Oorlog Secretary of War               |                       |                |             |
| LeRoy Pope Walker                                  | LeRoy Pope Walker     | Alabama        | 1861        |
| Judah Philip Benjamin                              | Judah P. Benjamin     | Louisiana      | 1861 - 1862 |
| George Wythe Randolph                              | George W. Randolph    | Virginia       | 1862        |
| James Alexander Seddon                             | James Seddon          | Virginia       | 1862 - 1865 |
| John Cabell Reckinridge                            | John C. Breckinridge  | Kentucky       | 1865        |
| Minister van Marine Secretary of the Navy          |                       |                |             |
| Stephen Russell Mallory                            | Stephen Mallory       | Florida        | 1861 - 1865 |
| Minister van Posterijen Postmaster General         |                       |                |             |
| John Henninger Reagan                              | John H. Reagan        | Texas          | 1861 - 1865 |
| Minister van Justitie (Attorney General            |                       |                |             |
| Judah Philip Benjamin                              | Judah P. Benjamin     | Louisiana      | 1861        |
| Thomas Bragg                                       | Thomas Bragg          | North Carolina | 1861 - 1862 |
| Thomas Hill Watts                                  | Thomas H. Watts       | Alabama        | 1862 - 1863 |
| George Davis                                       | George Davis          | North Carolina | 1863 - 1865 |

### Wetgevende macht

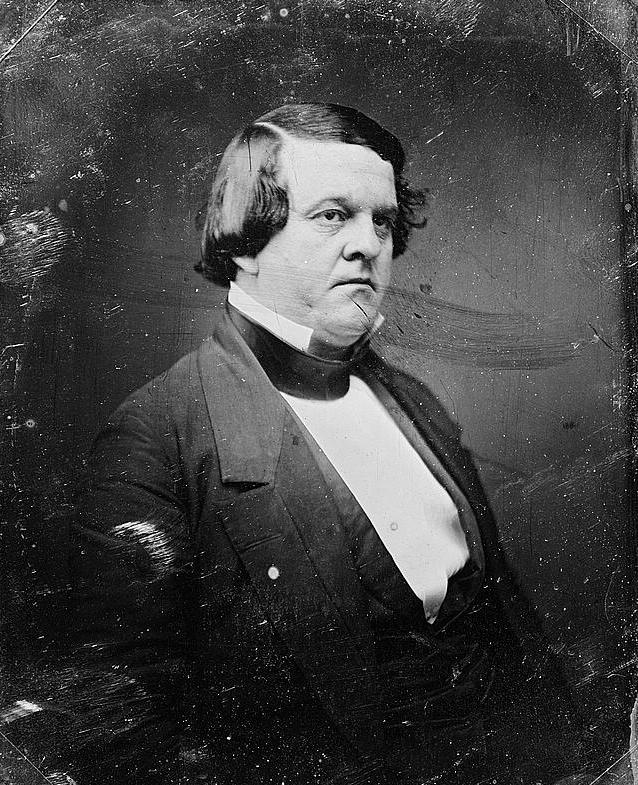
Howell Cobb, voorzitter van het Voorlopig Congres van de CSA (1861-1862)

De wetgevende macht van de CSA lag in handen van het Congres van de Geconfedereerde Staten van Amerika (Congress of the Confederate States of America) en telde net als haar tegenhanger in de VS twee kamers:
- Huis van Afgevaardigden van de Geconfedereerde Staten van Amerika (House of Reprensentatives of the Confederate States of America)
  - Voorzitter (Speaker): Thomas Stanley Bocock (18 februari 1862 - 18 maart 1865)
- Senaat van de Geconfedereerde Staten van Amerika (Senate of the Confederate States of America)
  - Voorzitter (Speaker): Alexander Hamilton Stephens (18 februari 1862 - 18 maart 1865)

Tot de instelling van het Congres op 18 februari 1862 was er een Voorlopig Congres van de Geconfedereerde Staten van Amerika (Provisional Congres of the Confederate States of America) met als voorzitter (Speaker) Howell Cobb uit de staat Georgia. Het Voorlopig Congres bestond van 4 februari 1861 tot 17 februari 1862.
Het Huis van Afgevaardigden werd door de inwoners van de Zuidelijke staten via algemeen, enkelvoudig kiesrecht (= kiesrecht voor vrije mannen; slaven hadden vanzelfsprekend geen kiesrecht) gekozen. De parlementen van de staten kozen ieder ook twee senatoren die zitting hadden in de Senaat.

### Politieke kopstukken

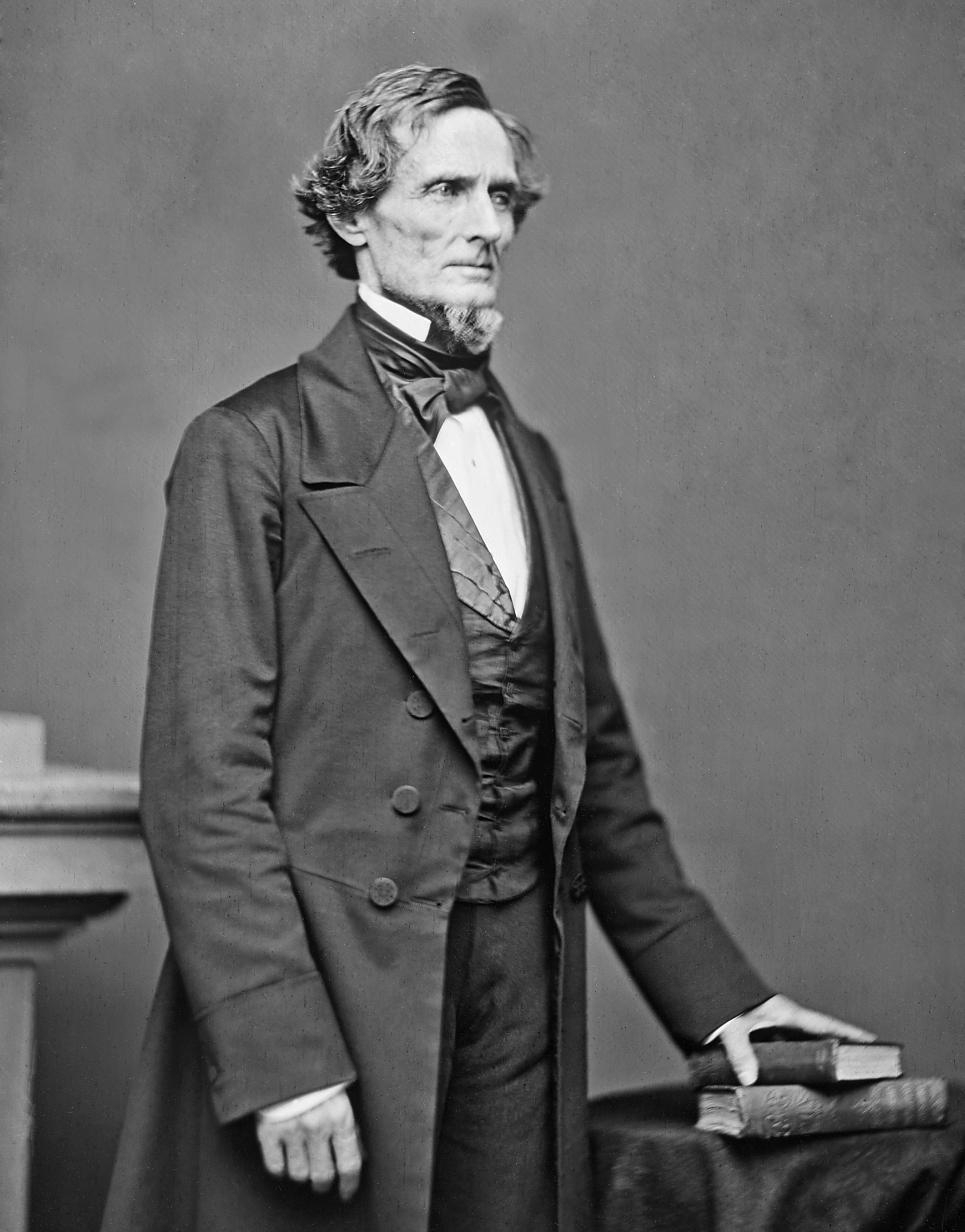
Jefferson Davis, president van de CSA

- Jefferson Davis (Mississippi) - president
- Alexander Stephens (Georgia) - vicepresident
- Robert Toombs (Georgia) - minister van Buitenlandse Zaken (eerste)
- Leroy Pope Walker - minister van Oorlog
- George W. Randolph - minister van Oorlog (maart-november 1862)
- John C. Breckinridge - minister van Oorlog (voormalig vicepresident van de VS onder James Buchanan)
- Judah P. Benjamin - procureur-generaal en (later) minister van Oorlog en minister van Buitenlandse Zaken
- Stephen R. Mallory - minister van Marine
- Christopher G. Memminger - minister van Financiën
- John H. Reagan (Texas) - minister van Posterijen
- Howell Cobb - voorzitter van het Voorlopige Congres

### Militaire kopstukken
- Robert E. Lee (Virginia) - generaal, opperbevelhebber van de geconfedereerde strijdkrachten
- Albert Sidney Johnston (Mississippi) - generaal
- Joseph E. Johnston (Virginia) - generaal
- Braxton Bragg (North Carolina) - generaal
- P.G.T. Beauregard (Louisiana) - generaal
- James Longstreet (Alabama) - luitenant-generaal
- Thomas J. "Stonewall" Jackson (Virginia) - luitenant-generaal
- Nathan Bedford Forrest (Tennessee) - luitenant-generaal
- John Bell Hood (Texas) - luitenant-generaal
- Wade Hampton (South Carolina) - luitenant-generaal
- William J. Hardee (Georgia) - luitenant-generaal
- J.E.B. Stuart (Virginia) - generaal-majoor

## Tijdlijn
- 20 december 1860 - South Carolina scheidt zich af van de Unie.
- 4 februari 1861 - Zeven afgescheiden staten vormen Confederate States of America
- Februari 1861 - Een grondwetscommissie maakt een voorlopige grondwet en kiest de leden van een voorlopige regering.
- 1 maart 1861 - De nieuwe grondwet wordt aangenomen.
- 14 februari 1862 - Arizona wordt als geconfedereerd territorium gevormd.
- 18 februari 1862 - Een definitief parlement wordt gevormd.
- 5 januari 1863 - Jefferson Davis roept in een speech op tot het opnieuw tot slaaf maken van vrije zwarten.
- 13 maart 1865 - Geconfronteerd met tekort aan troepen besluit de Confederatie zwarte troepen in te zetten in de oorlog.
- 18 maart 1865 - Het geconfedereerde congres gaat voor de laatste keer met reces.
- 2 april 1865 - Jefferson Davis en het grootste deel van zijn kabinet vluchten uit hoofdstad Richmond, (Virginia).
- 3 april 1865 - De Unie verovert Richmond.
- 9 april 1865 - Generaal Robert E. Lee geeft zich over aan generaal Ulysses S. Grant van de Unie, wat het einde van de Confederatie betekent.
- 2 maart 1867 - De eerste Act of Reconstruction wordt aangenomen.